# Caitlyn Taylor Love
Caitlyn Taylor Love (* 16. Juni 1994 in Corpus Christi, Texas) ist eine US-amerikanische Schauspielerin und Sängerin, bekannt durch ihre Hauptrolle als Isabella „Izzy“ Fuentes in der Fernsehserie Tripp’s Rockband.

## Leben und Karriere
Caitlyn Taylor Love wurde im Juni 1994 in Corpus Christi, im US-Bundesstaat Texas, geboren und ist in Harlingen aufgewachsen. Neben ihrer jüngeren Schwester und ihrem jüngeren Bruder hat sie auch zwei Halbbrüder. Im Alter von zehn Jahren gewann sie den Talentwettbewerb bei der Miss Texas Wahl, wodurch ihr Interesse am Showgeschäft geweckt wurde. 2004 gewann sie in New York den Miss Texas Jr. Preteen 2004 Award sowie einige andere Schauspiel- und Gesangspreise. Dann zog sie zusammen mit ihrer Familie nach Los Angeles, wo sie bereits nach kurzer Zeit in einem Gastauftritt in einer Episode der MTV-Serie Punk’d an einem Streich an der Sängerin Rihanna beteiligt war. Im Alter von zwölf Jahren bewarb sie sich bei der Musik-Castingshow American Idol, bei der sie es bis ins Halbfinale schaffte. Von 2009 bis 2011 hatte sie die Hauptrolle der Isabella „Izzy“ Fuentes in der Disney-XD-Jugendserie Tripp’s Rockband inne. Dafür wurde sie bei den Young Artist Awards 2012 als Beste Nebendarstellerin in einer Fernsehserie nominiert.
Seit April 2012 ist sie darüber hinaus als White Tiger bzw. Ava Alaya in der Zeichentrickserie Der ultimative Spider-Man, die auf der gleichnamigen Comicreihe der Marvel Comics über den fiktiven Helden Spider-Man basiert, zu sehen.

## Filmografie (Auswahl)
- 2009–2011: Tripp’s Rockband (I’m in the Band, Fernsehserie)
- 2012–2017: Der ultimative Spider-Man (Ultimate Spider-Man, Fernsehserie)